# Procès en sorcellerie dans le pays de Vaud

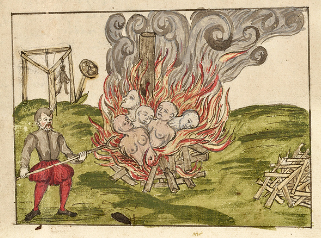
«Le 14 février 1573 cinq sorcières furent brûlées à Lausanne.» Illustration de Wickiana, chronique du chanoine zurichois Johann Jakob Wick.

Les procès de sorcellerie du pays de Vaud prennent place de la fin de la période médiévale jusqu'au XVIIIe siècle. Contrairement aux procès pour sorcellerie des siècles précédents, les crimes reprochés aux personnes accusées sont en lien direct avec une supposée rencontre démoniaque et la répression se caractérise par son aspect collectif. Les sorciers sont soupçonnés d'agir en groupe et condamnés comme tels, raison pour laquelle on commence à parler de « chasses ».
À partir de 1424, grâce à l'influence d'Ulric de Torrenté, l'inquisition dominicaine, établie au couvent de la Madeleine à Lausanne, se stabilise. L'inquisiteur possède une influence ciblée sur les diocèses romands de Lausanne, Genève et Sion et relève directement du Saint Siège. Une première vague de chasses, d'intensité variable, a été répertoriée notamment sous l'épiscopat de Georges de Saluces et de Benoit de Montferrand. Cette situation durera jusqu'à la conquête bernoise de 1536, où l'administration savoyarde et ecclésiastique laisseront place à la dominance de Berne et à la Réforme dans la région.
À partir de 1536, les procès devant une cour laïque sont dirigés par le bailli, patricien bernois et membre du Grand Conseil de Berne, puis validés par leurs Excellences de Berne. Bien que les premières chassent apparaissent au XVe siècle, c'est la période moderne qui verra le plus grand nombre de bûchers s'embraser. Aussi, le ciblage féminin des procès ne semble apparaître qu'au tournant du XVIe siècle avec un ratio passant de 65% d'hommes pour 35% de femmes entre 1436-1536 à une inversion totale pour les siècles suivants.
Selon certains chiffres, près de 3 000 victimes sont inculpées et 2 000 exécutées dans le pays de Vaud, soit l'un des plus importants taux d'exécution pour les procès en sorcellerie,,.

## Historique
La répression de la sorcellerie se manifeste par vagues, de plus ou moins forte intensité, qui touchent simultanément des régions voisines, à cause du processus de dénonciation au cœur de la procédure inquisitoire. Cette dernière, même si elle n'est plus appliquée par un inquisiteur après 1536, reste utilisée dans les procès afin d'obtenir l'aveu de l'inculpé, nécessaire à sa condamnation, ainsi qu'une liste de complices[réf. nécessaire].
Ainsi, si l'inquisiteur Ulric de Torrenté est un instigateur de la répression de la sorcellerie dans la région, les baillis bernois des siècles suivants seront bien plus efficaces dans leur application de la justice. Par exemple, durant les six ans de gouvernance de Nicolas de Watteville, entre 1595 et 1601, dans le bailliage de Chillon, on dénombre pas moins de 40 personnes – parmi lesquelles 35 femmes –  exécutées à Chillon, Vevey et La Tour-de-Peilz. En comparaison, Ulric de Torrenté a absout 3 individus et condamné moins de dix accusés entre 1436 et 1441 pour le Pays de Vaud, selon la documentation conservée.
À la suite du dépouillement systématique des manuaux du Conseil de Berne, Peter Kamber avait dénombré 1700 personnes brûlées pour sorcellerie entre 1580 et 1655. Durant cette période de 76 ans, on comptabilise ainsi une moyenne de 22 exécutions par année avec 65% de femmes et 35% d'hommes.
Sur les territoires de l'ancien Pays de Vaud, six phases de répressions, entre 1438 à 1536, ont été documentées par la recherche actuelle. Les périodes modernes, qui ont été bien plus meurtrières, ne sont pas encore suffisamment documentées et étudiées pour affiner la chronologie des évènements[réf. nécessaire].

## Législation

### Les statuts de Savoie (1430)
Dans les statuts de Savoie, édictés par le duc Amédée VIII de Savoie en 1430, est l'un des premiers textes de loi à légiférer sur la sorcellerie. Dans le contexte du Grand Schisme, le duc se place comme un défenseur de la religion catholique et dénonce les dangers qui la menacent : les blasphémateurs, les hérétiques, les sorciers et sorcières, les fous, mais aussi les juifs.

### Les ordonnances de Berne
Après la conquête du Pays de Vaud en 1536, Berne intervient à plusieurs reprises dans la législation vaudoise pour réglementer l'usage de la torture, en 1543 d'abord, en 1600, en 1609 et en 1652.

## Affaires documentées

### Les premières affaires (1438-1441)
Avant que la répression ne se structure, quelques procès épars éclatent dans le Pays de Vaud, en réponse probablement aux affaires déjà connues du Valais, de Fribourg, d'Aoste et du Dauphiné.
Nous savons ainsi qu'en 1438, Aymonet Maugetaz, âgé de 20 ans, est absout par Ulric de Torrenté pour avoir participé avec son père à des réunions nocturnes avec le diable. C'est l'une des premières descriptions de sabbat dans un contexte judiciaire pour le pays de Vaud.
Le cas de Sybille Gonra, de Vevey (1441) est connu uniquement au travers de la documentation comptable. Elle est la première femme brûlée pour sorcellerie dans le contexte des chasses dans le Pays de Vaud.
C'est aussi en 1441 qu'Aymonet Tissotet, gouverneur d'Orbe, est inquiété une première fois, après avoir été dénoncer par un accusé juste avant sa condamnation. Il demandera recours auprès du pape Félix V, qui lui accorde la purgation canonique. Toutefois, sa mauvaise réputation le rattrapera 7 ans plus tard, lorsqu'il sera condamné par l'inquisiteur - probablement Pierre d'Aulnay - au bûcher pour hérésie.

### Les chasse de la Riviera et du Nord vaudois (1448-1449)
Entre mars et avril 1448, dans le château de La Tour-de-Peilz, se déroule les procès d'au moins trois hommes (Jaquet Durier, Pierre Munier et Antoine Bron) et une femme (Catherine Quicquat) devant une cour de justice composée de l'inquisiteur Pierre d'Aulnay, son vice inquisiteur Henri Chouvet, du vicaire Léopard de Bosco, représentant de l'autorité épiscopale, du vice-châtelain du lieu, Pierre Ros et des prud'hommes de la châtellenie. Les actes des procès contre Jaquet Durier, Catherine Quicquat, et Pierre Munier ont été conservés dans le registre Ac 29 des archives cantonales vaudoises. En revanche, le cas d'Antoine Bron n'est connu qu'au travers d'une rubrique comptable. Alors que Pierre Munier est envoyé en pénitence à Saint-Jacques-de-Compostelle et au Puy-en-Velay pour expier ses fautes, les trois autres complices seront condamnés à mort,.
Un mois plus tard, l'inquisiteur et sa suite se rendent dans la seigneurie de Champvent, pour y mener le procès de Pierre Chavaz et de Renaud Brechon. Nous n'avons aucune indication pour ce dernier, si ce n'est qu'il est incarcéré en même temps que Pierre Chavaz pour lequel nous conservons les actes du procès conservés dans le registre Ac 29 . Quant à lui, il sera condamné à la prison perpétuelle après avoir avoué son hommage au diable.Toujours dans le Nord Vaudois, il condamnera l'année suivante Pierre Antoine, un notaire issue d'une famille d'Estavayer. Aussi bien Pierre Antoine que Pierre Chavaz dénoncent, au cours de leur procès, Aymonet Tissotet, qui avait finalement été brûlé en février 1448, ainsi que Berthold Barban, lequel avait obtenu l'absolution par Rome en 1439.

### La chasse de Dommartin en 1498
Entre octobre et novembre 1498, le vice-inquisiteur François Fossaud se rend au château de Dommartin pour mener les procès de François Marguet, Isabelle Perat, Margueritte Diserens et Pierre des Sauges alias Menetrey. Les deux premiers sont bannis, alors que les deux autres sont condamnés à mort. Cette affaire est une réminiscence d'une première chasse menée soixante ans auparavant, dans la région, avec le cas de Pierre de la Prélaz condamné en 1438, qui se poursuivra entre 1524 et 1528 avec les procès de Claude Rollier, Jeannette Vincent, Pernette Lingret, Margot Rollier, condamnés à mort et Françoise Gilléron, bannie, dont les procès sont également conservés dans le registre Ac 29.

### Le procès de Michère Bauloz en 1602
En 1602, Michère Bauloz est emprisonnée à Lausanne. Sous la torture, elle avoue s'être transformée en loup-garou : 
Item a confessé ladite détenue que l'environ de Noël passé à la persuasion de son dit maître [le diable], avec Jeanne de la Pierre sa complice, près de la nuit, ayant été par leur maître frottées de certaines graisses vertes, et par moyen d'icelle changées en forme de loups. (CH, ACV, Bh 10/3)
Thievenaz Bauloz, sa sœur, sera brûlée également à la même période.

### Le procès Jeanne Desgras de Veytaux en 1664
En 1664, Jeanne Desgras et son mari Louys Monney, de Vevey, sont un exemple particulièrement bien documenté. Jeanne Desgras, incarcérée à Chillon, condamnée dans un premier temps à être brûlée vive, verra son supplice « adouci » par les autorités bernoises. Elle sera décapitée avant d'être réduite en cendres.

## Manifestations
En 2011 à 2012 le château de Chillon héberge une exposition sur le phénomène de la chasse aux sorcières proposée par Renilde Vervoort et Martine Ostorero. Ce château fut un lieu d'incarcération pour de nombreuses victimes de ces procès.
La Radio télévision suisse a diffusé le film À mort la sorcière de Maria Nicollier et Cyril Dépraz, complété par une série de Podcasts audio pour Histoire Vivantes animés par Cyril Dépraz.